# Robert Nye
Robert Nye (* 15. März 1939 in London; † 2. Juli 2016 in Cork, Irland) war ein britischer Schriftsteller und Dichter, der mit zahlreichen Preisen wie dem Hawthornden-Preis, Guardian Fiction Award und dem Cholmondeley Award ausgezeichnet wurde.

## Leben
Nye besuchte Schulen in Surrey und Essex, verließ mit 16 Jahren die Schule und begann bereits in dem Alter mit dem Verfassen von Gedichten. Nachdem 1961 erste Gedichte von ihm veröffentlicht wurden, wurde er 1967 Redakteur für Gedichte bei der Tageszeitung The Scotsman. In dem Jahr veröffentlichte er mit Doubtfire auch seinen ersten Roman, dem 1969 das Buch Tales I Told My Mother folgte, eine Sammlung von Geschichten, die durch das Leben literarischer Figuren inspiriert waren.
Nachdem er 1971 Lyrikredakteur der Tageszeitung The Times wurde, schrieb er ab Mitte der 1970er Jahre eine Reihe weiterer Romane, wobei die Überarbeitung bestehender historischer oder legendärer Geschichten zum Hauptmotiv dieser Werke wurde. Für Falstaff (1976) wurde er sowohl mit dem Guardian Fiction Award als auch mit dem Hawthornden-Preis geehrt. Danach folgten die Romane Merlin (1979), Faust. Faust, Being the Historia von D. Johann Fausten dem wietbeschreyten Zauberer und Schwartzkünstler, or History of Dr John Faust the notorious Magician and Necromancer, as written by his familiar servant and disciple Christopher Wagner, now for the first time Englished from the Low German (1980), The Voyage of Destiny (1982), The Memoirs of Lord Byron (1989), The Life and Death of My Lord Gilles de Rais (1990) und Mrs Shakespeare (1992).
In seinen Büchern erforschte Nye die ikonische Kraft dieser Charaktere in der allgemeinen kulturellen Vorstellung und zwar aus Sicht von Randfiguren. Dabei verbanden seine Romane historisch erforschtes Wissen mit einem derben Humor des Erzählers und der Fähigkeit eines Fantasten zur Heraufbeschwörung des Unfassbaren.
2007 wurde Nye mit dem Cholmondeley Award der Society of Authors geehrt. Darüber hinaus ist er Fellow der Royal Society of Literature.

## Weitere Veröffentlichungen
- Juvenilia 1, 1961
- Juvenilia 2, 1963
- Taliesin, 1966
- Bee hunter, 1968
- Beowulf, the bee hunter, 1968
- Darker ends, 1969
- Sawney Bean, 1970
- Wishing Gold, 1970
- Poor Pumpkin, 1971
- Agnus dei, 1973
- Five dreams, 1974
- The seven deadly sins, 1974
- Two prayers, 1974
- Penthesilea (and) Fugue & Sisters, 1976
- Out of the world and back again, 1977
- The bird of the golden land, 1982
- The facts of life, 1983
- Harry Pay the pirate, 1983
- A collection of poems 1955–1988, 1989
- Beowulf, 1994

in deutscher Sprache
- Faust: Ein phantastischer Roman, 1985, ISBN 3-404-13025-1
- Mrs. Shakespeares gesammelte Werke, 1999, ISBN 3-462-02821-9